# Onthophagus geryon
Onthophagus geryon là một loài bọ cánh cứng trong họ Bọ hung (Scarabaeidae).